# Залуф
Залуф (нем. Salouf) — коммуна в Швейцарии, в кантоне Граубюнден.
Входит в состав региона Альбула (до 2015 года входила в округ Альбула).
Население составляет 211 человек (на 31 декабря 2006 года). Официальный код — 3538.
Мэр — Гиатген-Педер Фонтана (Giatgen-Peder Fontana), потомок героя Бенедикта Фонтана, давшего начало городскому гербу.

## Герб
Герб: в середине чёрного полукруглого щита серебряная (белая) лилия, символ чистоты и невинности. В верхних углах и внизу щита по одной шестиконечной серебряной звезде. Герб ведёт происхождение от щита Бенедикта Фонтана́ (героя Граубюндена), жившего в Залуфе.

## История
Залуф впервые упоминается в 1160 как Залуго (Salugo). До 1943 — Залу(кс) (Salux).
С 1160-х годов рыцарь Залуго был управляющим епископского Гросхофена. Наследник был родом из деревни Фонтана. В 1290 построена романская церковь (Св. Георга). Частично перестроена в 1500. Пастор Залуфа с 1580 г. — куратор святилища Св. Марии в Цитайле (Ziteil), расположенного на высоте 2434 м над уровнем моря.
До 2015 года имела статус отдельной коммуны. 1 января 2016 года объединена с коммунами Бивио, Кунтер, Марморера, Мулегнс, Риом-Парсонц, Савоньин, Сур и Тиницонг-Рона в новую коммуну Сурсес.

## География
Залуф занимает территорию 31,4 км2. 1336 га (42,5 %) используется под пашню и луга. 885 га (28,2 %) занято лесами и 883 га — реки, горы и ледники. Зданиями и дорогами заняты 37 га (1,2 %) территории. Деревня находится на уступе, на восточной стороне горы Пиц Туисса (Piz Toissa) (2,657 м). Состоит из деревни Залуф и хуторов Мулегнс и Дел.

## Достопримечательности

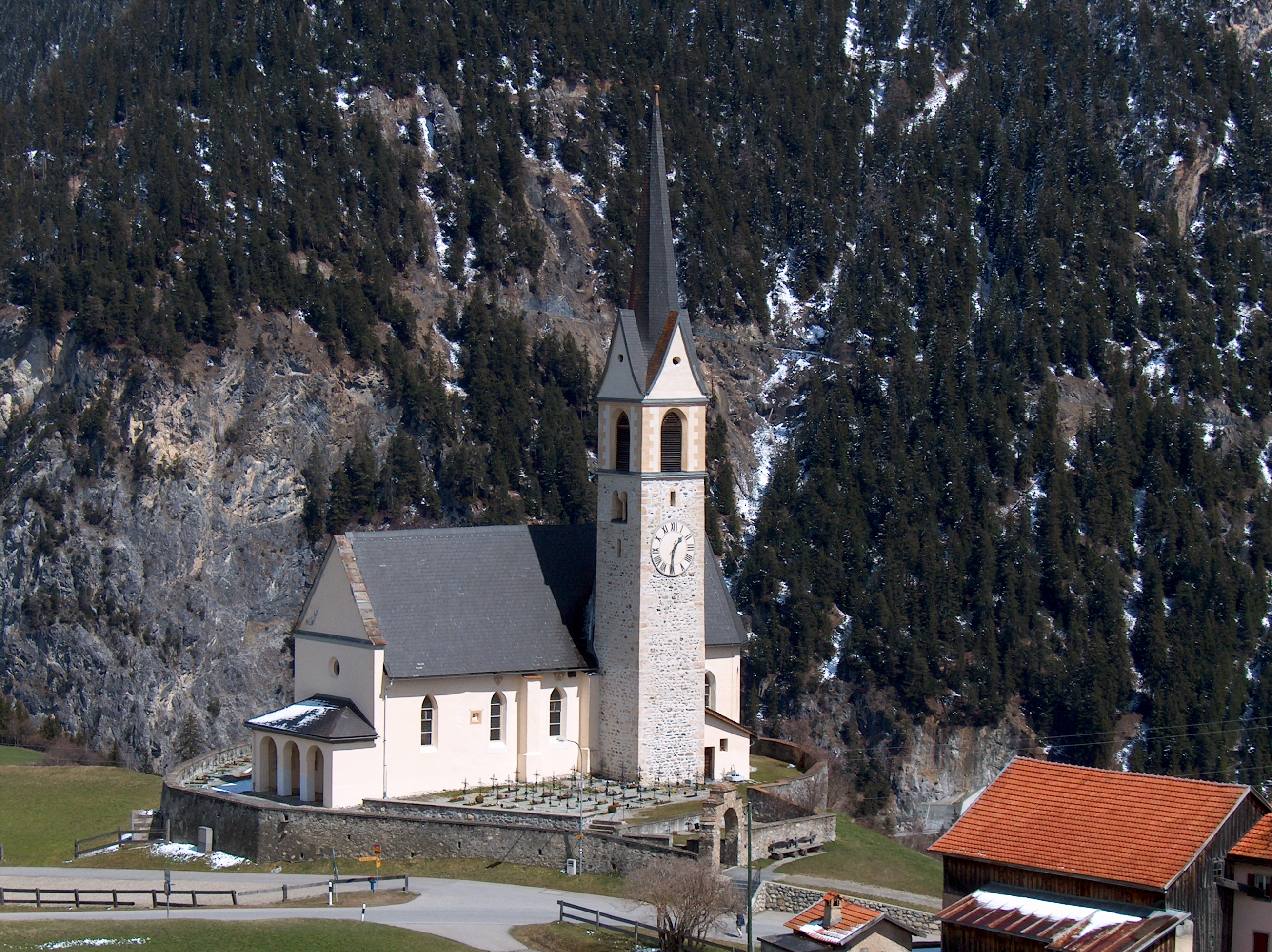
Церковь Св. Георгия в Залуфе.

- В муниципалитете Залуф находится высокогорная церковь Св. Марии, Цитайль (Ziteil), место паломничества на высоте 2429 м над уровнем моря.
- На севере Залуфа находится церковь Св. Георгия. Впервые упоминается в 1290 г. Доминантой храма является высокая колокольня, которая восходит к романскому периоду. От романского здания сохранились башни и стены нефа.
- В овраге Залуфа, в устье горного ручья Баландегн (Balandegn) впадающего в реку Джулия, расположена древняя железоплавильня (Ferreia Istorica) Плавильня была восстановлена 1981. Находится в получасе ходьбы от деревни. Руду в долине добывали уже в 1800—1300 г. до н. э., предположительно в первых поселениях в долине. В бронзовом и железном веках здесь искали драгоценные руды. Кроме железной руды были найдены медные и марганцевые руды. О прежней деятельности свидетельствуют заброшенные и рухнувшие туннели, а также руины древней плавильни железа и казарм.
- На хуторе Мулегнс — старая водяная мельница.